# Villers (Wogezy)
Villers – miejscowość i gmina we Francji, w regionie Grand Est, w departamencie Wogezy.
Według danych na rok 1990 gminę zamieszkiwało 231 osób, a gęstość zaludnienia wynosiła 46 osób/km² (wśród 2335 gmin Lotaryngii Villers plasuje się na 814. miejscu pod względem liczby ludności, natomiast pod względem powierzchni na miejscu 1010.).